# San Rafael La Independencia
San Rafael La Independencia – miasto w zachodniej Gwatemali, w departamencie Huehuetenango, około 100 km na północ od stolicy departamentu, miasta Huehuetenango, oraz około 70 km od granicy państwowej z meksykańskim stanem Chiapas. Miasto leży w górach Sierra Madre de Chiapas na wysokości 2503 m n.p.m.
Według danych szacunkowych w 2012 roku liczba ludności miasta wyniosła 1119 mieszkańców.
Jest siedzibą władz gminy o tej samej nazwie, która w 2012 roku liczyła 11 993 mieszkańców. Gmina jak na warunki Gwatemali jest bardzo mała, a jej powierzchnia obejmuje zaledwie 64 km².